# 9549 Akplatonov
Akplatonov (asteróide 9549) é um asteróide da cintura principal, a 2,3246257 UA. Possui uma excentricidade de 0,1084615 e um período orbital de 1 537,83 dias (4,21 anos).
Akplatonov tem uma velocidade orbital média de 18,44532425 km/s e uma inclinação de 11,12226º.
Este asteróide foi descoberto em 19 de Setembro de 1985 por Nikolai Chernykh, Lyudmila Chernykh.